# براندان فلوود
براندان فلوود (بالإنجليزية: Brendan Flood)‏ هو شخصية أعمال بريطاني، ولد في 10 نوفمبر 1961.